# Эренбург, Владимир Александрович
 Владимир Александрович Эренбург (род. 7 февраля 1948, Редкино, Калининская область) — российский политический деятель, депутат Государственной Думы ФС РФ четвёртого созыва (2003—2007).

## Биография
Окончил Куйбышевский политехнический институт им. В. В. Куйбышева по специальности «Инженер-механик». Кандидат экономических наук. Доцент. Работал на Самарском металлургическом заводе начальником управления материально-технического снабжения. C 1993 по 1995 год — исполнительный директор АОЗТ «Компания „АлюминПродукт-Импекс“». В 1997 году — генеральный директор ООО «Сибирский алюминий». С 1998 по 2000 год возглавлял в группе «Сибирский алюминий» управление по работе с государственными органами. В 2000 году — вице-президент группы, замдиректора департамента внешних связей.
В 2001 году возглавил холдинг «Евросибэнерго», занял пост вице-президента и замгендиректора по энергетике компании «Базовый элемент», избран в состав совета директоров ОАО ГАЗ.

### Депутат государственной думы
В 2003 году был избран депутатом Государственной Думы ФС РФ четвёртого созыва от избирательного объединения Партия «Единство» и «Отечество» — Единая Россия. Член фракции «Единая Россия». Член Комитета Думы по экономической политике, предпринимательству и туризму.